# Ягодновское сельское поселение (Волгоградская область)
Я́годновское се́льское посе́ление — муниципальное образование в составе Ольховского района Волгоградской области.
Административный центр — село Ягодное.

## История
Ягодновское сельское поселение образовано 24 декабря 2004 года в соответствии с Законом Волгоградской области № 978-ОД.

## Население
| 2010 | 2012 | 2013 | 2014 | 2015 | 2016 | 2017 |
| ---- | ---- | ---- | ---- | ---- | ---- | ---- |
| 743  | ↘728 | ↘720 | ↗729 | ↘722 | ↗732 | ↗734 |
| 2018 | 2019 | 2020 | 2021 |      |      |      |
| ↘718 | ↘698 | ↘671 | ↘657 |      |      |      |

## Состав сельского поселения
| № | Населённый пункт | Тип населённого пункта       | Население |
| - | ---------------- | ---------------------------- | --------- |
| 1 | Новороссийское   | село                         | 8         |
| 2 | Ягодное          | село, административный центр | 735       |